# 1833 dans le catholicisme
Chronologie du catholicisme
- 1829
- 1830
- 1831
- 1832
- 1833
- 1834
- 1835
- 1836
- 1837

Cet article présente les faits marquants de l'année 1833 dans le catholicisme.

## Évènements
- 15 avril : Création de 3 cardinaux par Grégoire XVI.
- 29 juillet : Création de 2 cardinaux par Grégoire XVI.

## Naissances
- 26 juillet : Luigi Rotelli, cardinal italien, diplomate du Saint-Siège et archevêque titulaire de Pharsalus (de) († 15 septembre 1891)
- 4 septembre : Serafino Cretoni, cardinal italien de la Curie, précédemment archevêque titulaire de Damas (de) († 3 février 1909)
- 13 décembre : Saint Grégoire Grassi, prélat franciscain et missionnaire italien, vicaire apostolique du Chan-Si septentrional, martyr († 9 juillet 1900)

## Décès
- 3 février : Tommasso Arezzo, cardinal italien, diplomate du Saint-Siège (° 16 décembre 1756)
- 15 septembre : Giovanni Caccia-Piatti, cardinal italien de la Curie (° 8 mars 1751)